# جانغ دونغ غون
جانع دونع غون (장동건 ؛ Jang Dong-gun من مواليد 7 مارس 1972 بعاصمة كوريا الجنوبية، سيول) هو ممثل ومغني جنوب كوري.

## ألبومات
- 1993 : Jang Dong-kun
- 1994 : Friendship : Dong-gun Jang, Chul Jun
- 1995 : Fly
- 1998 : Bon-seung & Dong-gun

## جوائز
- جائزة أحسن ممثل خلال حفل توزيع جوائز أفلام التنين الأزرق سنة 2004 عن فيلم إخوة بالدم.
- جائزة أحسن دور ثانوي رجالي خلال حفل توزيع جوائز مهرجان فيلم آسيا والمحيط الهادئ سنة 2001 عن فيلم الأصدقاء (Friend (Chingoo.
- جائزة أحسن ممثل صاعد خلال حفل توزيع جوائز أفلام التنين الأزرق سنة 1997 عن فيلم على خطى ثعبان.
- جائزة أحسن ممثل صاعد خلال حفل توزيع جوائز أفلام التنين الأزرق سنة 1997 عن فيلم (Repechage (Paejabuhwaljeon.

## وصلات خارجية
- جانغ دونغ غون على موقع IMDb (الإنجليزية)
- جانغ دونغ غون على موقع ألو سيني (الفرنسية)
- جانغ دونغ غون على موقع ميوزك برينز (الإنجليزية)
- جانغ دونغ غون على موقع أول موفي (الإنجليزية)
- جانغ دونغ غون على موقع قاعدة بيانات الفيلم (الإنجليزية)
- جانغ دونغ غون على موقع كينوبويسك (الروسية)
- جانغ دونغ غون كأفضل ممثل
- الممثلون الذين أصبحوا أصدقاء بعد انتهاء الدراما التي اشتغلوا فيها
- الممثل جانغ دونغ غون أمطر كيم وو بين بالمديح
- «كيم مين هي» تُشارك «جانغ دونغ جون» البطولة في الفيلم القادم
- سي إن إن تصدر قائمة بأكثر مشاهير كورية الذكور إثارة
- أغنى المشاهير الكوريين في الأسهم
- جانغ دونغ غون وغو سو يونغ يتوقعان طفلهما الثاني
- جانغ دونغ غون وغو سو يونغ يرحبان بطفلهما الثاني في العائلة